# 美国农业

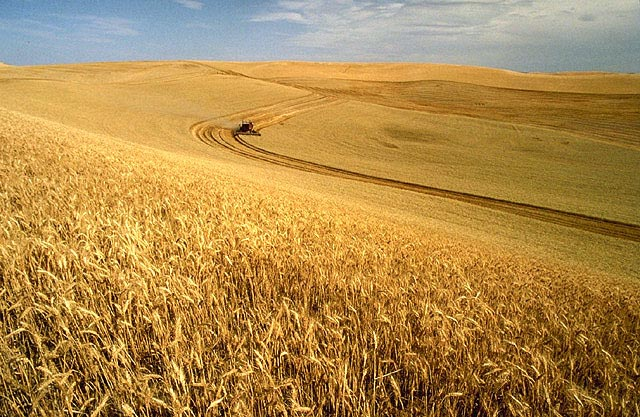
爱达荷州的小麦收获

美国农业是美国的主要產業之一，同时美国也是一个粮食净出口国和全球最大糧食出口國。根据2017年农业普查，美国有204万个农场，占地面积364万平方公里（9亿0022万英亩），平均每个农场占地169公顷（441英亩），農民與其他農業從業人口約340萬。虽然每个州都有农业，但农业生产特别集中在美国中部和五大湖区域的大平原地区，这些地方也被称为玉米带。

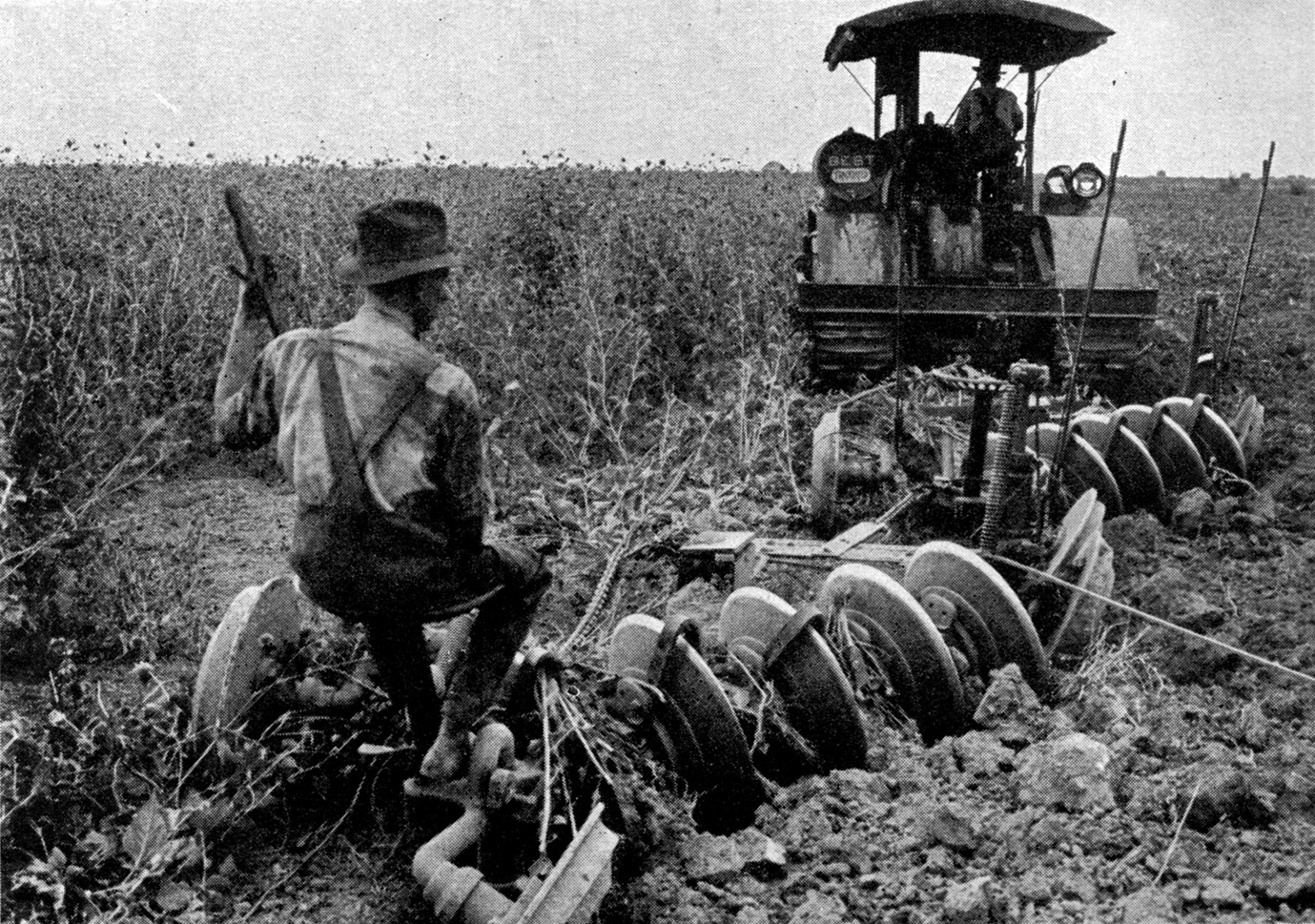
1921年的百科全书里的照片，显示拖拉机在耕作作物。

美国在农作物种子的改良方面处于领先地位，例如农作物杂交。还有乔治·华盛顿·卡弗的农作物扩大种植到生物塑料和生物燃料的发展。农业机械化和集约化农场已经是美国农业的主要形式，其中有约翰迪尔的钢犁，塞卢斯·麦考密克的机械收割，伊莱·惠特尼的轧棉机。美国现代农业规模各异，小型的有农业爱好者农场，小型农场，大型的有覆盖数千英亩农田或草场的大型商业农场。
美國農業高度機械化，平均每平方公里的農地，只需要一人農民或農業人員參與農業生產

## 历史
早於美洲大陸被發現後，歐洲移民已經於美國境內從事耕種。當時甚至引進了非洲奴隸從事耕種工作。除引進牛隻放牧，和栽種小麥，亦有大規模種植美洲本土作物，諸如玉米、馬鈴薯、番茄等等。至工業革命後，大量機器被引用於農田，包括收割機、拖拉機等等。

## 主要农业产品
根据联合国粮食农业组织2003年和2013年报告的美国农业产量（根据价值大致排名）：
| 单位（百万吨） | 2003  | 2013  |
| -------------- | ----- | ----- |
| 玉米           | 256.0 | 354.0 |
| 牛肉           | 12.0  | 11.7  |
| 牛奶           | 77.0  | 91.0  |
| 鸡肉           | 14.7  | 17.4  |
| 大豆           | 67.0  | 89.0  |
| 猪肉           | 9.1   | 10.5  |
| 小麦           | 64.0  | 58.0  |
| 棉绒           | 4.0   | 2.8   |
| 鸡蛋           | 5.2   | 5.6   |
| 火鸡肉         | 2.5   | 2.6   |
| 番茄           | 11.4  | 12.6  |
| 馬鈴薯         | 20.8  | 19.8  |
| 葡萄           | 5.9   | 7.7   |
| 桔子           | 10.4  | 7.6   |
| 稻米           | 9.1   | 8.6   |
| 苹果           | 3.9   | 4.1   |
| 高粱           | 10.4  | 9.9   |
| 生菜           | 4.7   | 3.6   |
| 棉籽           | 6.0   | 5.6   |
| 甜菜           | 30.7  | 29.8  |

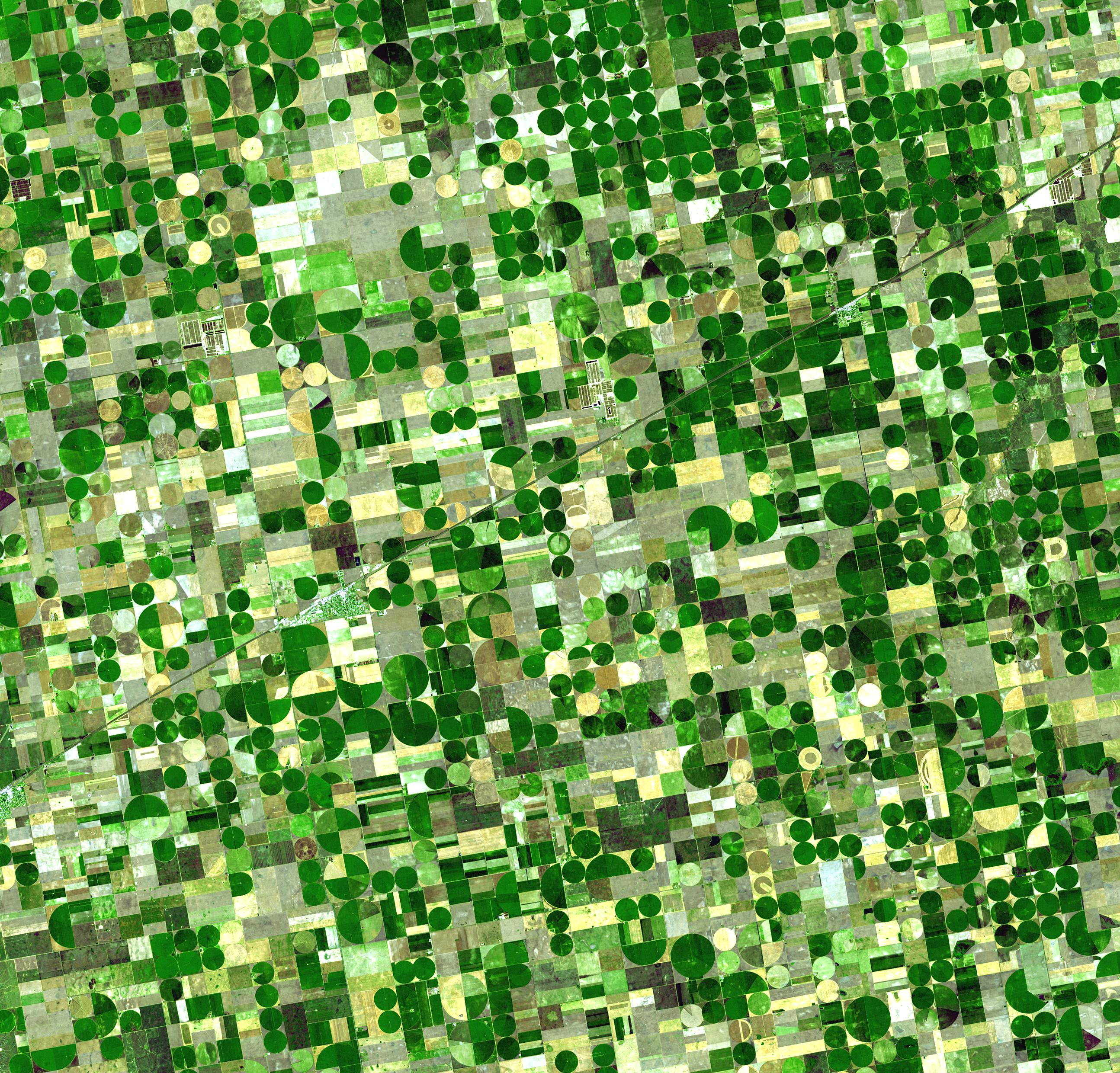
堪萨斯州带有中心灌溉的圆形作物地（2001年6月）

过去40年中排名能进入前20名的农作物还有：烟草，大麦，燕麦。排名很少进入前20名的的农作物有：花生，杏仁，葵花籽。如果联合国粮食农业组织追踪苜蓿干草的话，这2中作物将会排在前10名里。

### 农作物
产值
| 美国主要作物 | 1997年 单位（10亿美元）  | 2014年 单位（十亿美元）  |
| ------------ | ------------------------ | ------------------------ |
| 小麦         | 8.6                      | 11.9                     |
| 烟草         | 3.0                      | 1.8                      |
| 大豆         | 17.7                     | 40.3                     |
| 高粱         | 1.4                      | 1.7                      |
| 大米         | 1.7                      | 3.1                      |
| 干草         | 5.1                      | 8.4                      |
| 棉花         | 6.1                      | 5.1                      |
| 玉米         | 24.4                     | 52.4                     |
| 大麦         | 0.9                      | 0.9                      |
| 苜蓿         | 8.3                      | 10.8                     |
| 来源         | 1997年美国国家农业统计局 | 2015年美国国家农业统计局 |

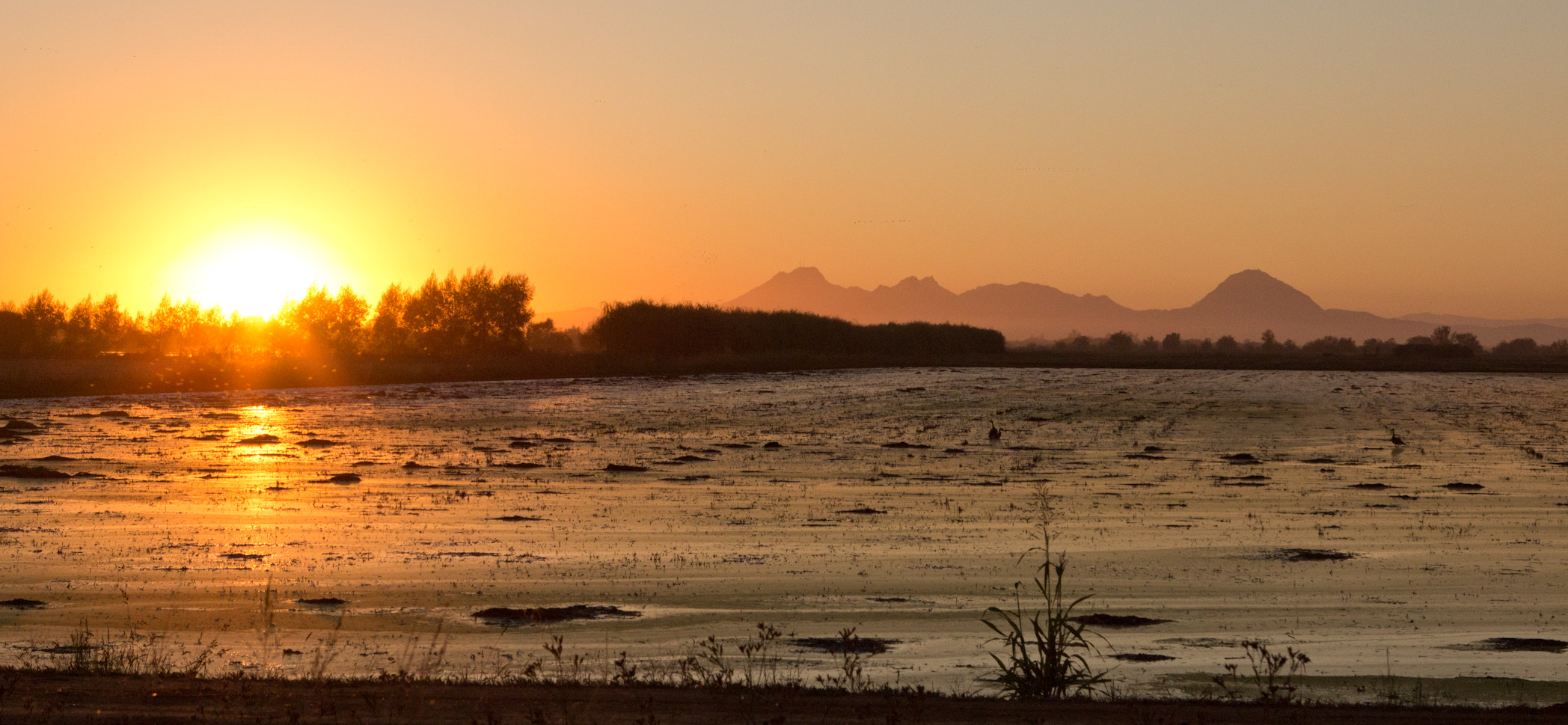
加州，水稻

注意苜蓿干草不由粮农组织跟踪，并1997和2003年之间美国生产的烟草已下跌60%。
产量
由于高度机械化，美国农业相比其他国家有很高的产量。截止2004年：
对于玉米粒，每公顷产量是10.07吨（160.4蒲式耳/英亩）；
对于大豆，每公顷产量是2.86吨（42.5蒲式耳/英亩）；
对于小麦，每公顷产量是2.91吨（43.2蒲式耳/英亩）；

### 牲畜
美国农场内的主要牲畜有：
奶牛
肉牛
猪
家禽
海产品
绵羊
| 类型              | 1997年        | 2002年        | 2007年        | 2012年        |
| ----------------- | ------------- | ------------- | ------------- | ------------- |
| 牛                | 99,907,017    | 95,497,994    | 96,347,858    | 89,994,614    |
| 猪                | 61,188,149    | 60,405,103    | 67,786,318    | 66,026,785    |
| 绵羊              | 8,083,457     | 6,341,799     | 5,819,162     | 5,364,844     |
| 白羽鸡及 其他肉鸡 | 1,214,446,356 | 1,389,279,047 | 1,602,574,592 | 1,506,276,846 |
| 蛋鸡              | 314,144,304   | 334,435,155   | 349,772,558   | 350,715,978   |

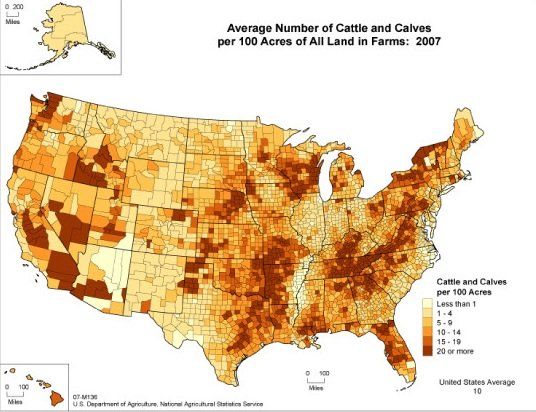
各州的肉牛饲养密度（2007年）

山羊，马，火鸡和蜜蜂以较少的数量在增长。对于主要牲畜业库存数据不是现成的。对于主要的山羊产地州——亚利桑那，新墨西哥，德克萨斯州——到2002年底这3个州共有120万只山羊，到1998年底530万匹马，到2002年底共有250万个蜜蜂群。

## 农场类型或是主要企业形式
农场类型取决于该农场主要种植或养殖哪些作物或牲畜。有常见的9中类型：
- 谷粒类作物包括玉米，大豆，小麦，大麦，燕麦，高粱，豆类，豌豆，大米；
- 烟草
- 棉花
- 其他作物包括花生，土豆，葵花，红薯，甘蔗，高粱，爆玉米花，甜菜，薄荷，蛇麻草，种用作物，干草，青储饲料，牧草等等。
- 高价值作物包括水果，蔬菜，柠檬，坚果，温室作物，苗圃作物，园艺植物；
- 肉牛
- 猪
- 奶牛
- 禽蛋类

## 管理方式
主要由美國農業部負責管理全美農業政策。其具體工作包括作物研究、財政資助等。

## 就业
於1870年, 全美國大約50%人口受僱於農業；於2008年，僅不足2%人口從事農務工作。

## 更多阅读
- 中華人民共和國農業
- 日本農業（日语：日本の農業）
- 加拿大農業及農業食品部
- 美國全國農場主協會